# Avezzano Calcio 1994-1995
Questa pagina raccoglie le informazioni riguardanti l'Avezzano Calcio nelle competizioni ufficiali della stagione 1994-1995.

## Organigramma societario
Area direttiva
- Presidente: Mauro Gentile

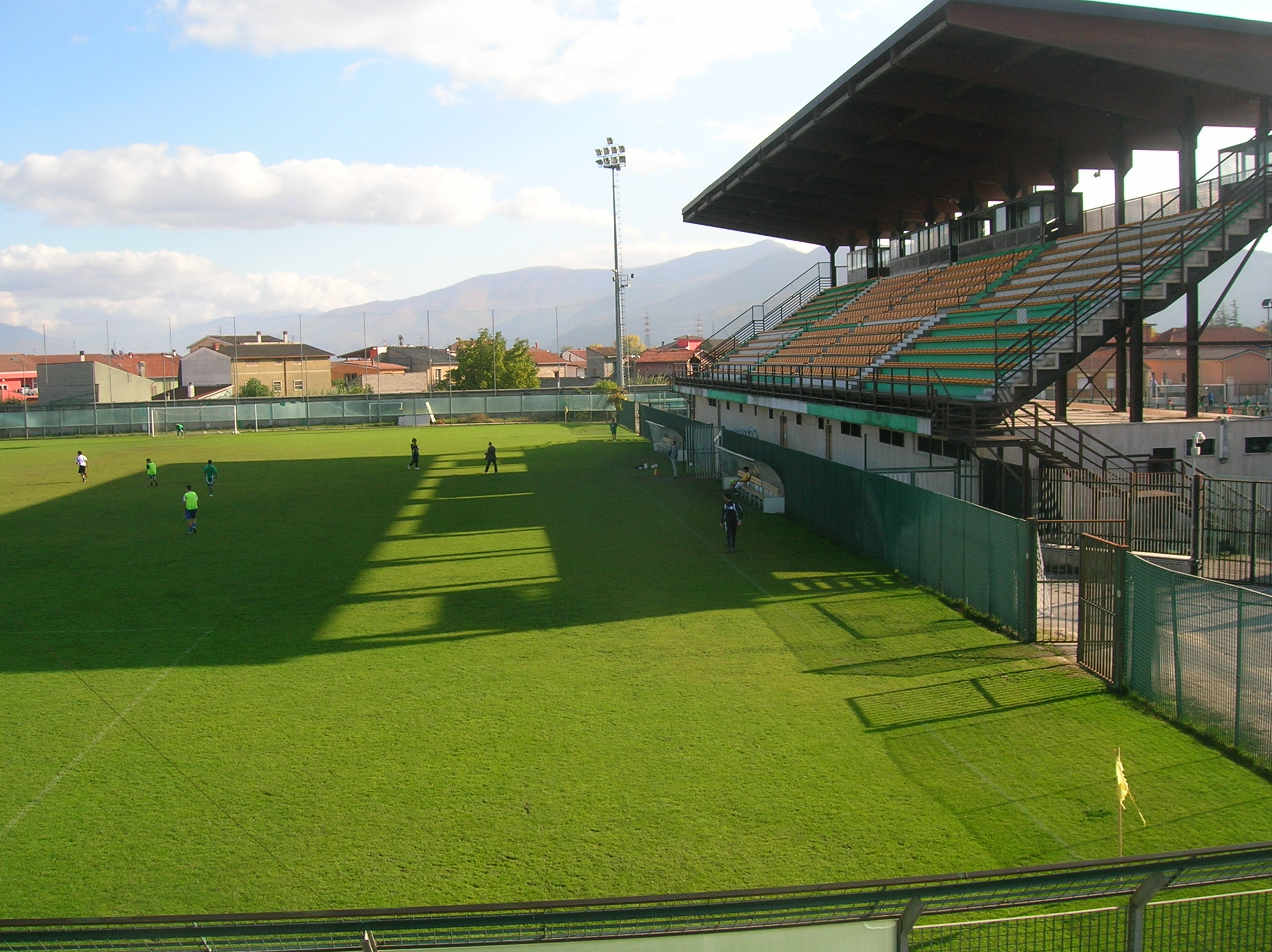
Stadio dei Marsi di Avezzano

- Direttore Generale: Aureliano Giffi
- Direttore Sportivo: Nello De Nicola

Area tecnica
- Allenatore: Giuseppe Sabadini

## Rosa

### Rosa 1994-1995
Rosa dell'Avezzano calcio 1994-1995.
| N. |                   | Ruolo | Calciatore                |
| -- | ----------------- | ----- | ------------------------- |
|    | Italia (bandiera) | P     | Silvio Lafuenti           |
|    | Italia (bandiera) | P     | Cataldi                   |
|    | Italia (bandiera) | D     | Roberto Arrigoni          |
|    | Italia (bandiera) | D     | Massimiliano Manni        |
|    | Italia (bandiera) | D     | Alessandro Del Grosso     |
|    | Italia (bandiera) | D     | Ersilio Cerone            |
|    | Italia (bandiera) | D     | Giovanni Paolo De Matteis |
|    | Italia (bandiera) | D     | James Walter Wilson       |
|    | Italia (bandiera) | C     | Dino Di Julio             |
|    | Italia (bandiera) | C     | Costantino Fantauzzi      |

| N. |                   | Ruolo | Calciatore          |
| -- | ----------------- | ----- | ------------------- |
|    | Italia (bandiera) | C     | Roberto Ricca       |
|    | Italia (bandiera) | C     | Alessandro Bedin    |
|    | Italia (bandiera) | C     | Angelo Pierleoni    |
|    | Italia (bandiera) | C     | Ferrari             |
|    | Italia (bandiera) | C     | Falconi             |
|    | Italia (bandiera) | A     | Massimo Anselmi     |
|    | Italia (bandiera) | A     | Maurizio Baciocchi  |
|    | Italia (bandiera) | A     | Corradini           |
|    | Italia (bandiera) | A     | Roberto Di Nicola   |
|    | Italia (bandiera) | A     | Claudio Pierantozzi |

## Risultati

### Serie C2 girone C

#### Girone di andata
| Benevento 4 settembre 1994 1ª giornata | Sporting Benevento | 1 – 0 | Avezzano | Stadio Santa Colomba |

| Avezzano 11 settembre 1994 2ª giornata | Avezzano | 1 – 0 | Trani | Stadio dei Marsi |

| Roma 18 settembre 1994 3ª giornata | Astrea | 0 – 2 | Avezzano | Stadio Casal del Marmo |

| Avezzano 25 settembre 1994 4ª giornata | Avezzano | 0 – 4 | Matera | Stadio dei Marsi |

| Formia 2 ottobre 1994 5ª giornata | Formia | 0 – 2 | Avezzano | Stadio Nicola Perrone |

| Avezzano 9 ottobre 1994 6ª giornata | Avezzano | 4 – 2 | Castrovillari | Stadio dei Marsi |

| Nocera Inferiore 16 ottobre 1994 7ª giornata | Nocerina | 3 – 0 | Avezzano | Stadio San Francesco d'Assisi |

| Avezzano 23 ottobre 1994 8ª giornata | Avezzano | 1 – 0 | Vastese | Stadio dei Marsi |

| Torre Annunziata 30 ottobre 1994 9ª giornata | Savoia | 0 – 0 | Avezzano | Stadio Alfredo Giraud |

| Avezzano 6 novembre 1994 10ª giornata | Avezzano | 3 – 2 | Molfetta | Stadio dei Marsi |

| Fasano 13 novembre 1994 11ª giornata | Fasano | 0 – 0 | Avezzano | Stadio Vito Curlo |

| Avezzano 20 novembre 1994 12ª giornata | Avezzano | 0 – 1 | Sangiuseppese | Stadio dei Marsi |

| Catanzaro 27 novembre 1994 13ª giornata | Catanzaro | 0 – 0 | Avezzano | Stadio Nicola Ceravolo |

| Avezzano 4 dicembre 1994 14ª giornata | Avezzano | 1 – 0 | Battipagliese | Stadio dei Marsi |

| Bisceglie 11 dicembre 1994 15ª giornata | Bisceglie | 0 – 0 | Avezzano | Stadio Gustavo Ventura |

| Avezzano 18 dicembre 1994 16ª giornata | Avezzano | 1 – 1 | Albanova | Stadio dei Marsi |

| Frosinone 23 dicembre 1994 17ª giornata | Frosinone | 1 – 1 | Avezzano | Stadio comunale Matusa |

#### Girone di ritorno
| Avezzano 15 gennaio 1995 18ª giornata | Avezzano | 1 – 1 | Sporting Benevento | Stadio dei Marsi |

| Trani 22 gennaio 1995 19ª giornata | Trani | 3 – 0 | Avezzano | Stadio Comunale di Trani |

| Avezzano 29 gennaio 1995 20ª giornata | Avezzano | 4 – 0 | Astrea | Stadio dei Marsi |

| Matera 12 febbraio 1995 21ª giornata | Matera | 1 – 1 | Avezzano | Stadio XXI Settembre |

| Avezzano 26 febbraio 1995 22ª giornata | Avezzano | 2 – 0 | Formia | Stadio dei Marsi |

| Castrovillari 5 marzo 1995 23ª giornata | Castrovillari | 1 – 1 | Avezzano | Stadio Mimmo Rende |

| Avezzano 12 marzo 1995 24ª giornata | Avezzano | 1 – 1 | Nocerina | Stadio dei Marsi |

| Vasto 19 marzo 1995 25ª giornata | Vasto Marina | 0 – 0 | Avezzano | Stadio Aragona |

| Avezzano 26 marzo 1995 26ª giornata | Avezzano | 2 – 3 | Savoia | Stadio dei Marsi |

| Molfetta 2 aprile 1995 27ª giornata | Molfetta | 2 – 2 | Avezzano | Stadio Paolo Poli |

| Avezzano 9 aprile 1995 28ª giornata | Avezzano | 3 – 1 | Fasano | Stadio dei Marsi |

| San Giuseppe Vesuviano 15 aprile 1995 29ª giornata | Sangiuseppese | 1 – 2 | Avezzano | Stadio comunale Murialdo |

| Avezzano 23 aprile 1995 30ª giornata | Avezzano | 1 – 1 | Catanzaro | Stadio dei Marsi |

| Battipaglia 30 aprile 1995 31ª giornata | Battipagliese | 2 – 3 | Avezzano | Stadio Luigi Pastena |

| Avezzano 7 maggio 1995 32ª giornata | Avezzano | 1 – 0 | Bisceglie | Stadio dei Marsi |

| Casal di Principe 14 maggio 1995 33ª giornata | Albanova | 1 – 0 | Avezzano | Stadio comunale |

| Avezzano 21 maggio 1995 34ª giornata | Avezzano | 1 – 0 | Frosinone | Stadio dei Marsi |

### Coppa Italia Serie C

#### Fase eliminatoria
| Castel di Sangro 21 agosto 1994 andata | Castel di Sangro | 1 – 0 | Avezzano | Stadio Teofilo Patini |

| Avezzano 31 agosto 1994 ritorno | Avezzano | 2 – 1 | Castel di Sangro | Stadio dei Marsi |

## Statistiche

### Andamento in campionato
| Giornata  | 1 | 2 | 3 | 4 | 5 | 6 | 7 | 8 | 9 | 10 | 11 | 12 | 13 | 14 | 15 | 16 | 17 | 18 | 19 | 20 | 21 | 22 | 23 | 24 | 25 | 26 | 27 | 28 | 29 | 30 | 31 | 32 | 33 | 34 |
| --------- | - | - | - | - | - | - | - | - | - | -- | -- | -- | -- | -- | -- | -- | -- | -- | -- | -- | -- | -- | -- | -- | -- | -- | -- | -- | -- | -- | -- | -- | -- | -- |
| Luogo     | T | C | T | C | T | C | T | C | T | C  | T  | C  | T  | C  | T  | C  | T  | C  | T  | C  | T  | C  | T  | C  | T  | C  | T  | C  | T  | C  | T  | C  | T  | C  |
| Risultato | P | V | V | P | V | V | P | V | N | V  | N  | P  | N  | V  | N  | N  | N  | N  | P  | V  | N  | V  | N  | N  | N  | P  | N  | V  | V  | N  | V  | V  | P  | V  |

Legenda:

Luogo: C = Casa; T = Trasferta. Risultato: V = Vittoria; N = Pareggio; P = Sconfitta.